# University of Arkansas Women's Volleyball
La University of Arkansas Women's Volleyball è la squadra pallavolo femminile appartenente alla University of Arkansas, con sede a Fayetteville (Arkansas): milita nella Southeastern Conference della NCAA Division I.

## Storia
Il programma di pallavolo femminile della University of Arkansas viene fondato nel 1994 e affiliato immediatamente alla Southeastern Conference della NCAA Division I. Fin dai primissimi anni della loro storia le Razorbacks centrano diverse qualificazioni alla post-season, dove vengono sempre eliminate ai primi due turni ad eccezione del 1998, dove si spingono fino alle Sweet Sixteen; si aggiudicano inoltre un titolo di conference nel 1997. Nel 2023 raggiunge per la prima volta l'Elite Eight.

## Record
| Piazzamento          |    | Edizione                                            |
| -------------------- | -- | --------------------------------------------------- |
| Tornei NCAA          | 13 | Elite Eight: 1 2023                                 |
| Tornei NCAA          | 13 | Sweet Sixteen: 1 1998                               |
| Tornei NCAA          | 13 | Secondo turno: 6 1996, 1997, 1999, 2003, 2005, 2022 |
| Tornei NCAA          | 13 | Primo turno: 5 2001, 2004, 2006, 2012, 2013         |
| Titoli di conference | 1  | Southeastern Conference: 1 1997                     |

## Conference
- Southeastern Conference: 1994-

## National Freshman of the Year
- Yarleen Santiago (1997)

## All-America

### Second Team
- Jessica Field (1997)
- Kim Storey (1998)
- Jillian Gillen (2023)

### Third Team
- Taylor Head (2023)

## Allenatori
- Chris Poole: 1994-2007
- Robert Pulliza: 2008-2015
- Jason Watson: 2016-